# 전보영
전보영(1977년 11월 21일 ~ )은 대한민국 경기도 수원시에서 태어난 대한민국의 배우이다. 소속사는 '택시엔터테인먼트'이다.

## 인물 개요
전보영은 2007년 영화 <그림자>로 데뷔해 SBS드라마 <아내가 돌아왔다> 등에 출연했고 박카스 CF 부부편에 출연해 많은 이들에게 얼굴을 알렸다.

## 데뷔
- 2007년 영화 그림자

## 학력
- 한국예술종합학교 연기과

## 작품 목록

### 드라마
- 2009년 SBS 아내가 돌아왔다 - 김현주 역

### 영화
- 2007년 그림자 - 논개/주영신 역 (주연)